# Cot Blangweue
Cot Blangweue är en kulle i Indonesien.   Den ligger i provinsen Aceh, i den västra delen av landet, 1 800 km nordväst om huvudstaden Jakarta. Toppen på Cot Blangweue är 145 meter över havet.
Terrängen runt Cot Blangweue är kuperad åt sydost, men åt sydväst är den platt. Havet är nära Cot Blangweue norrut.Runt Cot Blangweue är det tätbefolkat, med 257 invånare per kvadratkilometer. Närmaste större samhälle är Banda Aceh, 15,2 km sydväst om Cot Blangweue. Omgivningarna runt Cot Blangweue är en mosaik av jordbruksmark och naturlig växtlighet.